# Statens Kunstakademi

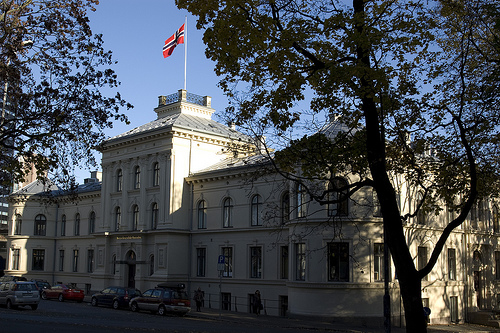
Statens kunstakademis lokaler vid St. Olavsgate i Oslo

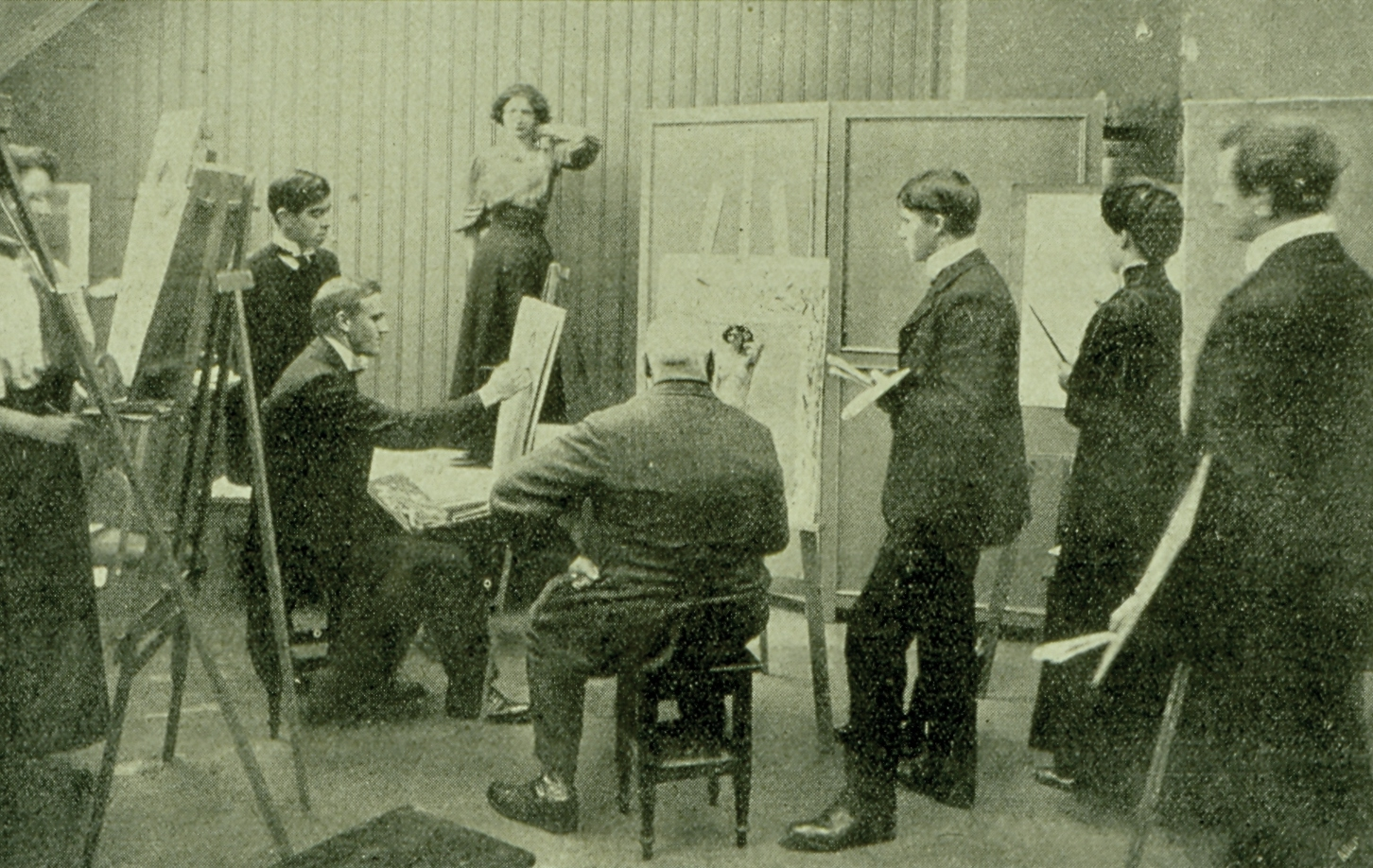
Målarklassen vid konstadademin vid 1890-talets början. Professor Christian Krohg ses sittande med ryggen till

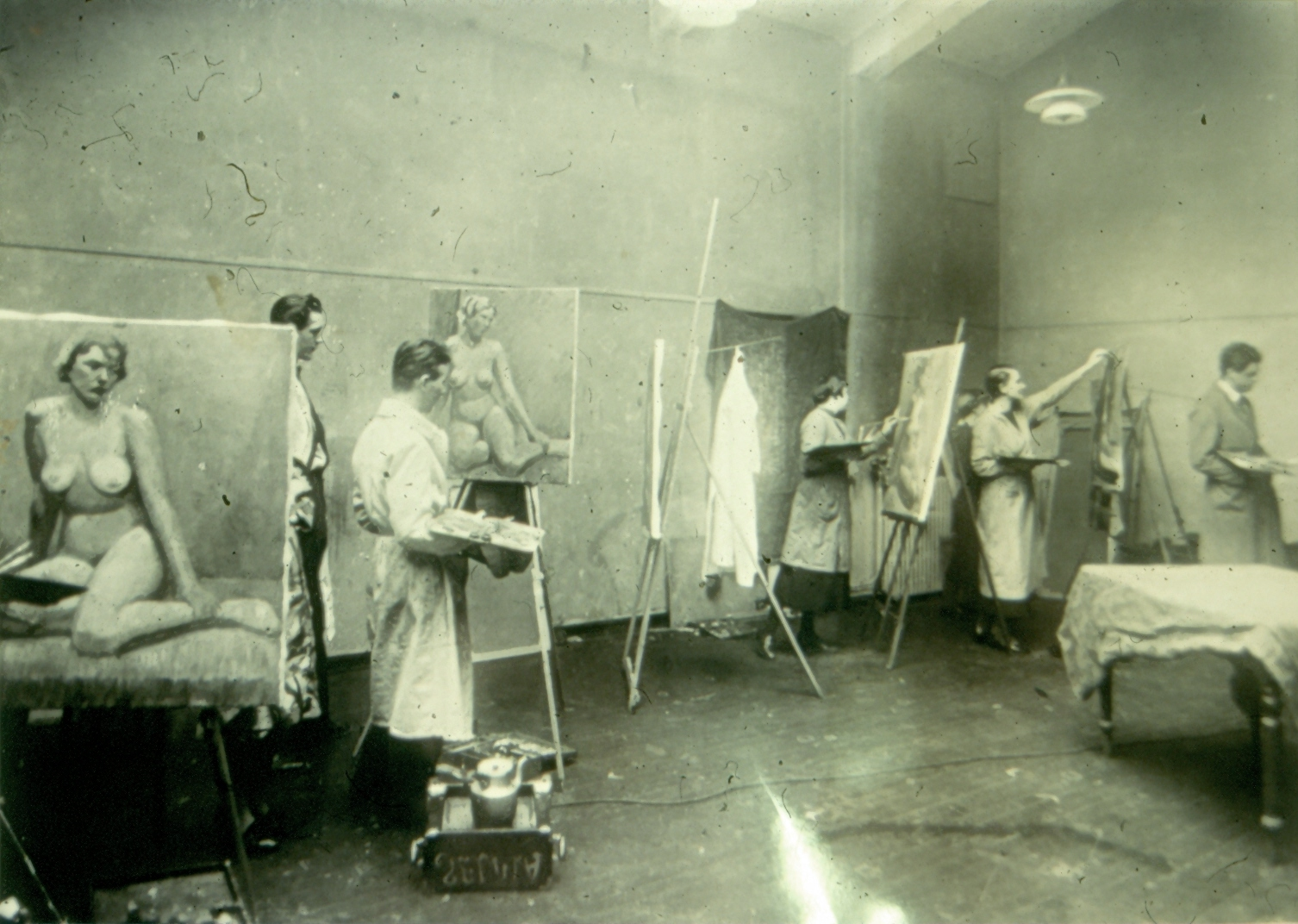
Målarelever vid konstakademin, tidigt 1900-tal

Statens Kunstakademi var en tidigare norsk konsthögskola.
Statens Kunstakademi inrättades som utbildningsanstalt för målare och skulptörer 1909. Den sammanslogs 1996 med andra högre utbildningsanstalter för konstnärlig utbildning till Kunsthøgskolen i Oslo.
Konstakademin var resultatet av en sekellång påverkan från norska konstnärers sida och grundlades efter ett stortingsbeslut i maj 1909 med stortingspresidentens utslagsröst. De tre första professorerna var målarna Christian Krohg och Halfdan Strøm samt skulptören Gunnar Utsond.
Akademin organiserades efter mönster från de fria akademierna i Paris. Eleverna arbetade självständigt med levande modell och fick kritik av sina lärare två-tre gånger i veckan. Många av eleverna hade tidigare studerat på Statens håndverks- og kunstindustriskole.